# 孟菲斯 (印地安納州)
孟菲斯（英語：Memphis）是位於美國印地安納州克拉克縣的一個人口普查指定地區。

## 地理
孟菲斯的座標為38°29′14″N 85°45′51″W / 38.48722°N 85.76417°W，而該地最高點為海拔高度148米（即486英尺）。

## 人口
根據2010年美國人口普查的數據，孟菲斯的面積為6.50平方千米，當中陸地面積為6.50平方千米，而水域面積為0.65平方千米。當地共有人口695人，而人口密度為每平方千米106.92人。